# Dolina Róż
Dolina Róż (bułg. Розова долина) – dolina w środkowej Bułgarii, między Sredną Gorą a Starą Płaniną, w okolicach miasta Kazanłyk.
Geologicznie składa się z dwóch dolin w górnym biegu rzek Tundża i Strjama. Dolina zawdzięcza swoją nazwę plantacjom krzewów różanych, na których od wieków produkuje się olejek różany.
Dolina Róż w Kazanłyku rozciąga się na 10–12 kilometrów szerokości, ma długość 95 kilometrów, średnią wysokość 350 metrów n.p.m. oraz powierzchnię 1895 kilometrów kwadratowych.
Dolina jest znana z przemysłu uprawy róż, który rozwija się tam od wieków i dostarcza blisko połowę światowej produkcji olejku różanego (około 1,7 ton rocznie). Centrum przemysłu olejku różanego znajduje się w Kazanłyku, a inne ważne miasta to Karłowo, Sopot, Kalofer i Paweł banja. Co roku odbywają się festiwale poświęcone różom i olejkowi różanemu, zaś w Kazanłyku znajduje się muzeum poświęcone kulturze produkcji olejku różanego. 
Sezon zbiorów trwa od maja do czerwca; dłużej w przypadku wilgotnej pogody, a krócej (ok. 25 dni) w przypadku upałów. W tym okresie okolica wypełnia się przyjemnym zapachem i jest pokryta wielobarwnymi kwiatami. Proces zbioru, tradycyjnie powierzany kobietom, wymaga dużej zręczności i cierpliwości. Kwiaty są ostrożnie obcinane jeden po drugim i układane w wiklinowych koszach, które następnie trafiają do destylarni. Turyści są zapraszani do udziału w zbiorach róż, zwykle w weekendowe poranki, kiedy w okolicznych wsiach organizowane są specjalne inscenizacje rytuałów.
We wrześniu 2014 roku Komisja Europejska zatwierdziła bułgarski olejek różany (bułg. Българско розово масло) jako nową chronioną nazwę geograficzną (PGI).